# Kapitálový trh

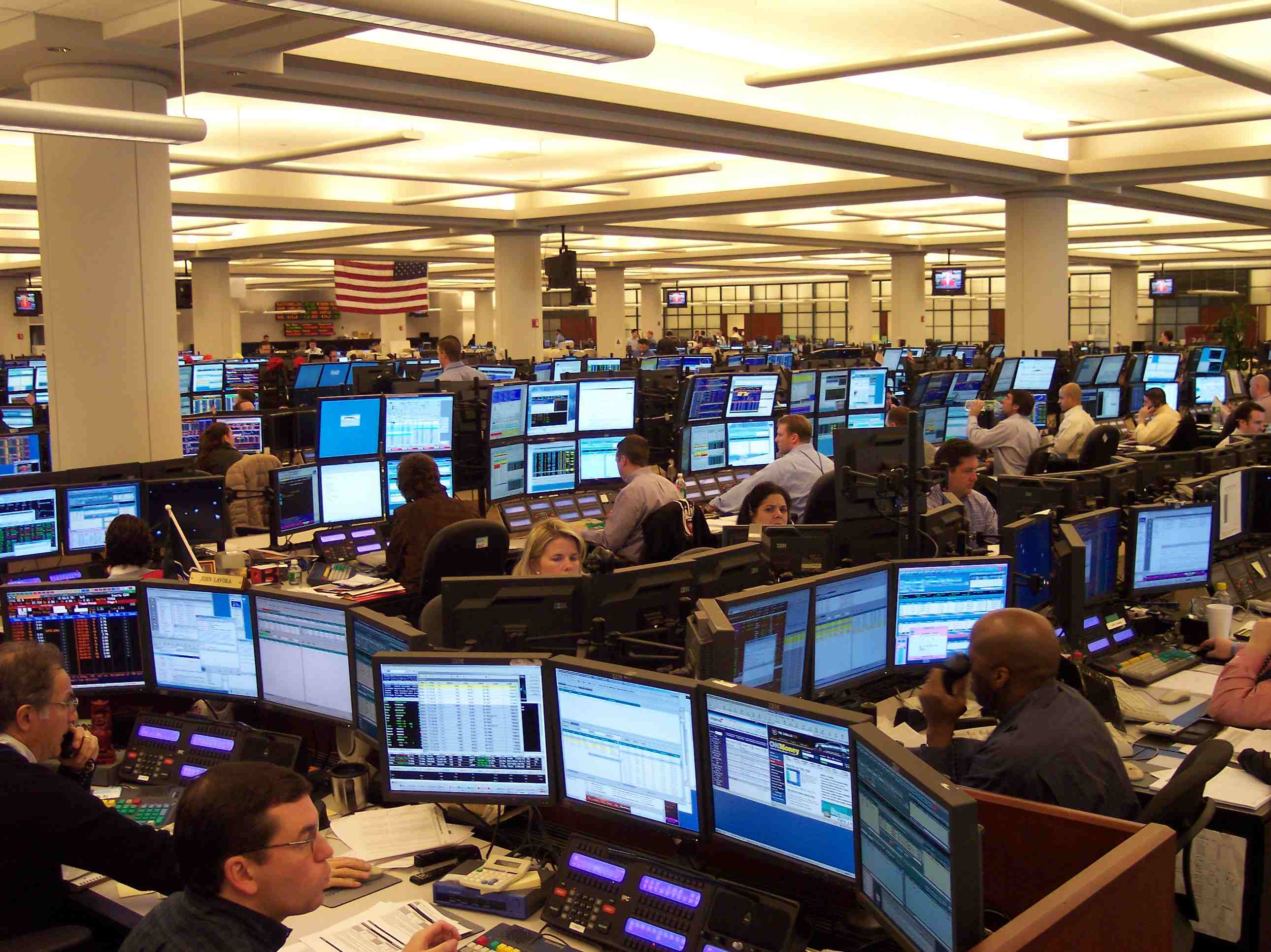
Obchodní místnost společnosti US Energy Markets v Houstonu během obchodování s ropou

Kapitálový trh je místo, kde dochází ke směně střednědobého a dlouhodobého kapitálu (splatnost nad jeden rok) prostřednictvím různých forem cenných papírů a jejich derivátů. Je jedním z druhů finančního trhu.
Emitenti, tedy státní a veřejné instituce, finanční instituce a podniky, vydávají cenné papíry a nabízejí je k prodeji na burze. Tímto způsobem získávají zdroje pro financování vlastní činnosti. Cenné papíry kupují investoři. Jsou to banky, podílové nebo penzijní fondy, pojišťovny i fyzické osoby, které tímto způsobem zhodnocují své volné peněžní prostředky.

## Členění kapitálového trhu
Kapitálový trh se člení dle jeho obchodovatelnosti na primární, kde jsou emitovány cenné papíry, a sekundární, kde se obchoduje již s emitovanými instrumenty. Dále se člení dle instrumentu na dluhový – zde se obchoduje s dluhovými instrumenty, a akciový – zde se obchoduje s akciemi. Další členění může být regulovaný x neregulovaný nebo vyzrálý x rozvíjející se.
Přímé obchody s cennými papíry (takzvaně přes přepážku, anglicky over the counter) se souhrnně označují jako mimoburzovní trh. Takový trh není organizovaný burzou cenných papírů. Obchody se uskutečňují přímo mezii účastníky trhu - investičními bankami, institucionálními investory apod.

## Nástroje kapitálového trhu
- Investiční cenné papíry – akcie, dluhopisy, cenné papíry nahrazující akcie a dluhopisy, cenné papíry opravňující k nabytí či zcizení akcií a dluhopisů, cenné papíry, ze kterých vyplývá právo na vypořádání v penězích
- Cenné papíry kolektivního investování – podílové listy, zakladatelské akcie, investiční akcie, investiční listy, veřejně obchodované fondy (exchange trade funds), investiční certifikát
- Nástroje peněžního trhu – krátkodobé úvěry, dlouhodobé úvěry, depozitní certifikáty, depozitní směnky, státní pokladniční poukázky
- Finanční deriváty – forwards, swapy, futures, opce, finanční termínované smlouvy, finanční rozdílové smlouvy a další nástroje

## Subjekty vystupující na kapitálovém trhu
- Poskytovatelé služeb na kapitálovém trhu
- Investoři na kapitálovém trhu
- Emitenti na kapitálovém trhu
- Vlastník cenného papíru

### Obchodník s cennými papíry
Obchodník s cennými papíry je právnická osoba, buď akciová společnost nebo společnost s ručením omezeným, která má dozorčí radu. Vykonává jednu z hlavních investičních služeb, kam se řadí přijímání pokynů, obchodování s investičními nástroji, portfolio management, investiční poradenství a další. Jeho základní kapitál musí být minimálně 730 000 EUR.

### Investiční zprostředkovatel
IZ je právnická či fyzická osoba, která poskytuje služby přijímání a předávání pokynů a investiční poradenství.

### Vázaný zástupce
Vázaný zástupcem je fyzická či právnická osoba, která uzavřela smlouvu s obchodníkem s cennými papíry či investičním zprostředkovatelem. Zprostředkovává a uzavírá obchody a dále poskytuje poradenství.
Vázaný zástupce	je oprávněn na základě zápisu do seznamu Českou národní bankou na základě písemné smlouvy s obchodní bankou výhradně pro ni (jako zastoupeného)
a) zařídit, a popřípadě i uzavřít, obchody týkající se investiční služby přijímání a předávání pokynů týkajících se investičních nástrojů nebo umisťování investičních nástrojů bez závazku jejich upsání, pokud je zastoupený k jejich poskytování oprávněn,
b) poskytovat investiční poradenství týkající se investičních nástrojů, nebo
c) propagovat investiční služby, které je zastoupený oprávněn poskytovat.
Vázaný zástupce nepřijímá peněžní prostředky nebo investiční nástroje zákazníků.

## Právní předpisy
- Směrnice o trzích finančních instrumentů (MiFID)

- Zákon č. 15/1998 Sb., o dohledu v oblasti kapitálového trhu a o změně a doplnění dalších zákonů
- Vyhláška č. 234/2009 Sb., o ochraně proti zneužívání trhu a o transparentnosti
- Zákon č. 256/2004 Sb., o podnikání na kapitálovém trhu